# Eupterote fabia
Eupterote fabia är en fjärilsart som beskrevs av Pieter Cramer 1780. Eupterote fabia ingår i släktet Eupterote och familjen Eupterotidae. Inga underarter finns listade i Catalogue of Life.

## Bildgalleri

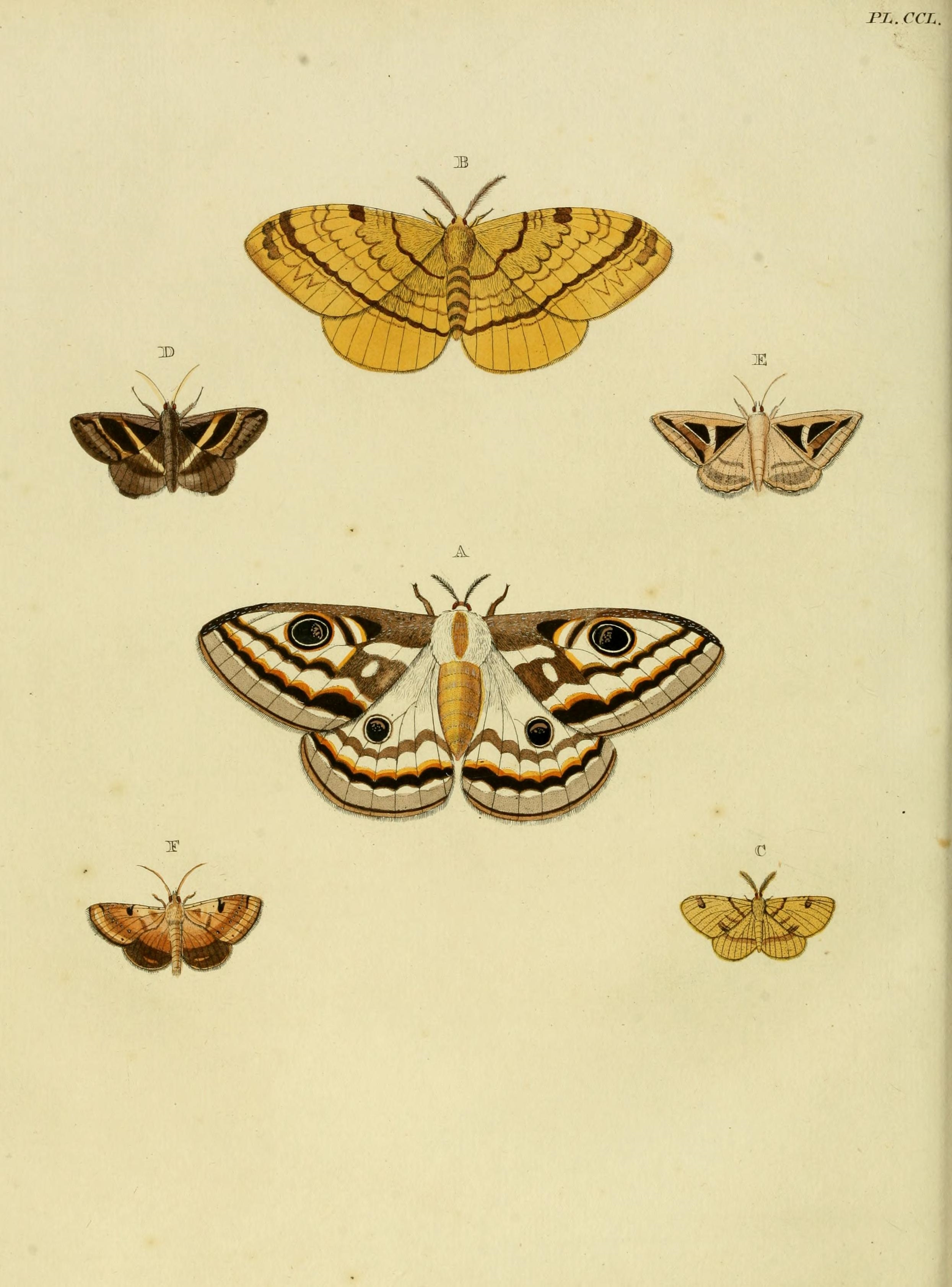